# リューディングハウゼン
リューディングハウゼン (ドイツ語: Lüdinghausen, [ˈlyːdɪŋha͜uz̩n] ( 音声ファイル)、低地ドイツ語: Lünkhusen または Lünksel）は、ドイツ連邦共和国ノルトライン＝ヴェストファーレン州ミュンスター行政管区のコースフェルト郡に属す市である。本市は、中核市区とゼッペンラーデ市区からなる。

## 地理

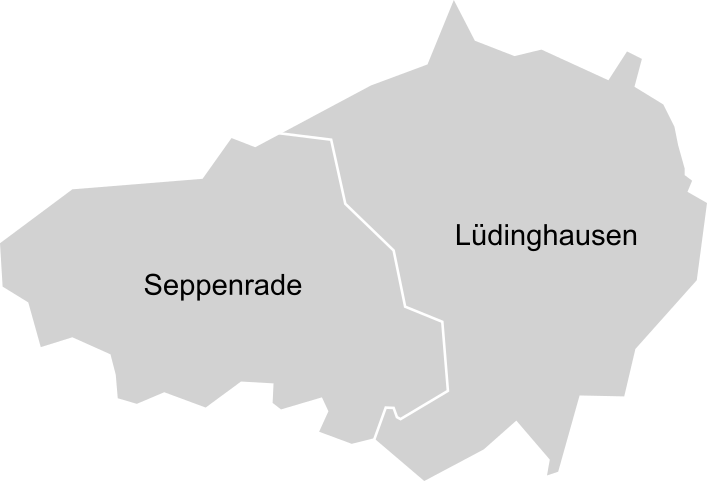
リューディングハウゼンの市区図

リューディングハウゼンは、ドルトムントの北約 30 km、ミュンスターの南約 20 km のドルトムント＝エムス運河およびシュテーファー川沿いに位置している。

### 隣接する市町村
リューディングハウゼンは南から時計回りに以下の市町村と境を接している: オルフェン（コースフェルト郡）、ハルテルン・アム・ゼー（レックリングハウゼン郡）、デュルメン、ゼンデン、ノルトキルヒェン（いずれもコースフェルト郡）、ゼルム（ウナ郡）。

### 農場集落
リューディングハウゼン市区には、農場集落のアルデンヘーフェル、ベヒトルプ、ベーレンブロック、ブロホトルプ、エルファート、エルメン、テュリングホフ、ヴェストルプが属す。ゼッペンラーデ市区は、エムクム、レーファーズム、オンドルプ、レッケルズム、テーテクムを含む。

## 歴史
リューディングハウゼンの最初の記録は、800年にスネルハルトによって聖リウドガーに農園が寄進された際に、Ludinchusen という表記でなされている。ヴェルデン修道院に属す教会の周囲に形成されたこの集落は、974年に市場開催権と貨幣鋳造権を得た。
1309年に、リューディングハウゼン家もしくはリューディグハウゼン＝ヴォルフ家の独断でリューディングハウゼンに都市権が授けられた。この街は1443年にミュンスター司教領に属した。1499年にこの都市とアムト（周辺の小集落の集合体）はミュンスター聖堂参事会に売却された。
1507年にフェリツィタス教会建設の基礎工事が始まった。この教会はこの地域で最大の教会であり、ヨーロッパで最も太い砂岩の柱を持つ。
リューディングハウゼンの魔女狩りは1624年にピークとなった。わずか数ヶ月のうちに、ベルンハルト・シュヴァルテ、ハルテルン・アム・ゼーのハイトマンとその妻など、少なくとも20人が魔女の疑いで処刑された。遺されている史料は一部だけで、実際の犠牲者はこれよりも多いと推測される。
1803年にリューディングハウゼンは新設されたリューディングハウゼン郡の郡庁所在地となった。1832年10月10日、市場周辺の内市街全域が火災により完全に破壊された。市庁舎も炎の犠牲となった。ミューレン門とランゲンブリュッケン門前の道筋とミュンスター門近くの家屋群だけが難を逃れた。1882年と1883年に小規模な火災が起こった後、消防団が組織された。農場集落にあった Spritzenhaus（消防器具の保管小屋）は廃止され、消防車両が配備された。
時代とともにリューディングハウゼンは周辺集落を含め総人口5万人から10万人の中級中心へ発展した。自治体リューディングハウゼン＝ラントは、1903年4月1日、1914年4月1日、1929年、1966年1月1日に小さな区域の統廃合を経た後、1969年7月1日に廃止され、リューディングハウゼン市に併合された。1975年1月1日にゼッペンラーデが合併した。同時にリューディングハウゼン郡が廃止され、リューディングハウゼン市は郡庁所在地の地位を失って、コースフェルト郡に編入された。

### 市町村合併
1969年7月1日に発効したリューディングハウゼン郡の自治体新設に関する法律によるリューディングハウゼン＝ラントの併合と、1975年1月1日のミュンスター/ハム法によるゼッペンラーデ合併の2段階で行われた自治体再編によりリューディングハウゼンは拡大した。

### 人口推移

1998年から2017年までの人口推移

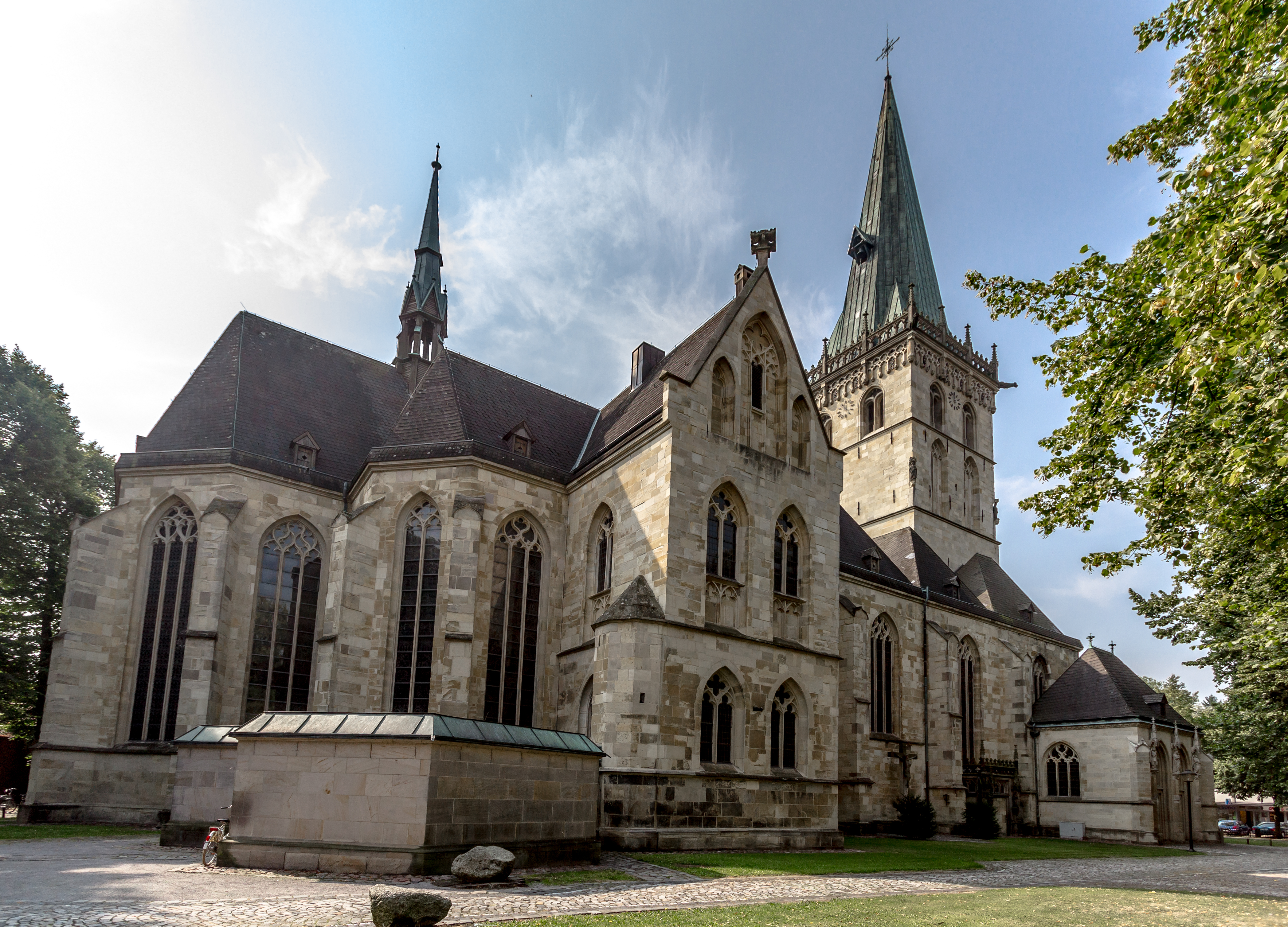
カトリックの聖フェリツィタス教会

## 住民

### 宗教
リューディングハウゼンにはカトリック教会が1つ、福音主義の教会が1つ、新使徒教会が1つ、エホバの証人の教団組織が1つある。カトリックの聖フェリツィタス教会と聖ルドガー教会は、2007年に聖フェリツィタス教会として統合された。聖ルドガー教会の教会堂は世俗化され、自由教会組織「Gottes Wort」に売却された。ゼッペンラーデ市区にはカトリック教会が1つと福音主義教会が1つある。さらにリューディングハウゼンには、「悔い改めとキリスト教的愛のフランシスコ会女子修道会」の管区本部やイスラム教信者のためのモスクもある。

#### 宗教統計
Zensus 2011 によれば、住民の 63.0 % がカトリック、18.7 % が福音主義を信仰しており、18.3 % がその他の宗教を信仰するかまたは無宗教であった。カトリックと福音主義の信者は前回の調査 (Zensus2011) から毎年1 %ずつ減少しており、Zensus 2022 では カトリックは 52.8 %、福音主義は 16.5 %、その他の宗教を信仰するかまたは無宗教が 30.7 % であった。

## 行政

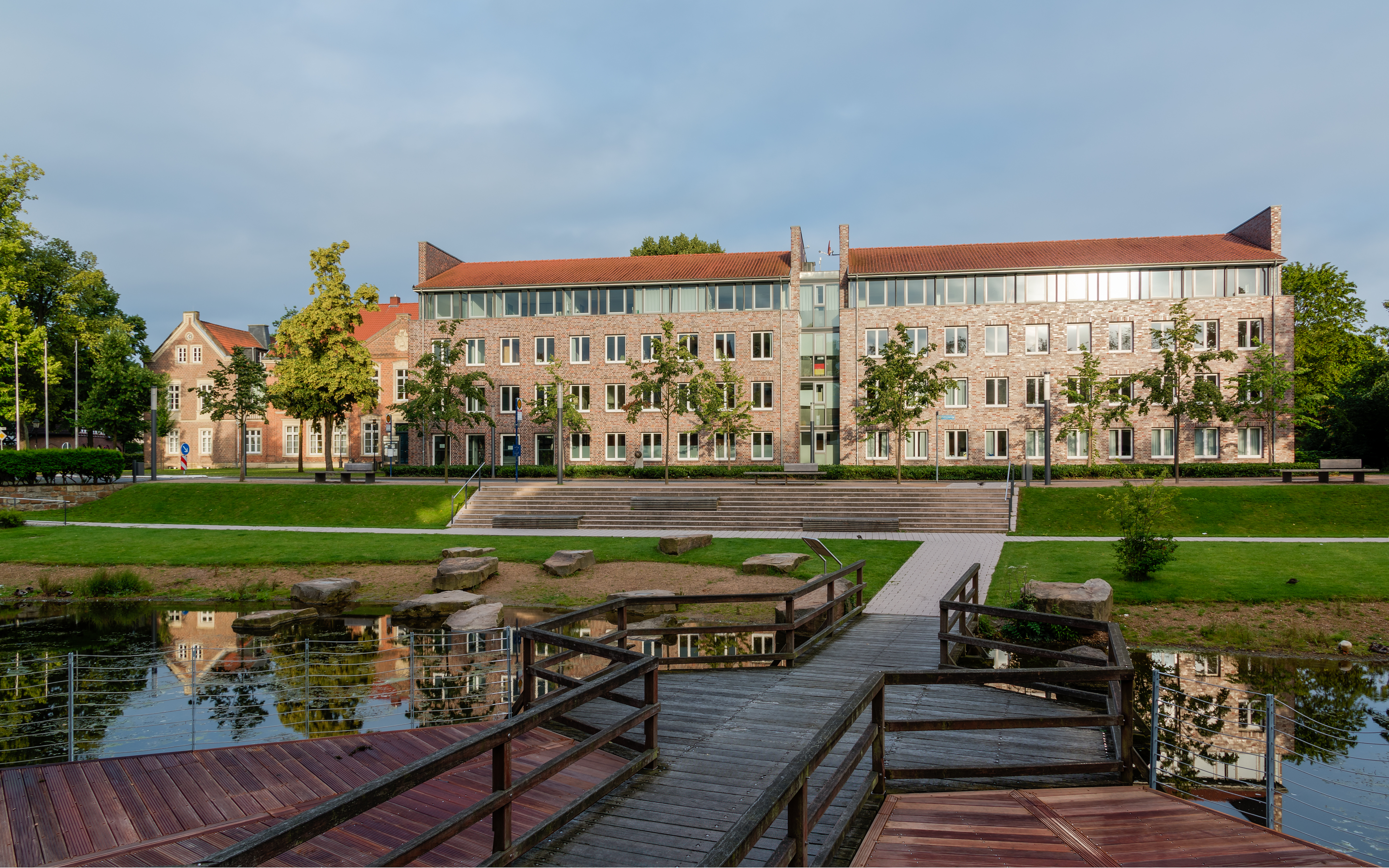
リューディングハウゼン市庁舎

### 議会
リューディングハウゼンの市議会は34議席からなる。

### 首長
2020年11月1日からアンスガー・メルテンスがリューディングハウゼンの市長を務めている。

### 紋章
図柄: 金地に赤い鐘。左上（向かって右上）に赤いアンモナイトが描かれている。
1982年に新たにデザインされた現行の紋章は、旧自治体リューディングハウゼンとゼッペンラーデの意匠を統合したものである。
紋章の鐘のデザインは何世紀も前に遡る。例えば、1308年頃のリューディングハウゼン貨幣鋳造所のコイン、リューディングハウゼン最後の騎士であるルドルフの盾、1441年の市の判事の印章に見られる。
紋章の鐘の起源は、市の成立以前からリューディングハウゼン騎士家の紋章であったと考えられている。この土地の領主ルドルフが紋章に街の目印を入れた。グロッケンコルクの伝承（水没した教会の鐘が響くという伝承）や聖リウドゲルスの遺体がリューディングハウゼンに着いた時に鐘が鳴ったという言い伝えから鐘がシンボルに選ばれた。リューディングハウゼンという地名と鐘は関係がない。アンモナイトが描かれているのは、1877年と1895年にゼッペンラーデで発見された、直径 1.8 m のリーゼンアンモナイトに由来する。これは発見されたアンモナイトで世界最大のものであるとされている。

### 姉妹都市
リューディングハウゼン市は以下の都市と姉妹都市関係にある。
- タヴェルニー（フランス、ヴァル＝ドワーズ県）
- ニサ（ポーランド、オポレ県）

2022年9月17日のリューディングハウゼンの市祭の際に、ウクライナのコロムィーヤ（イヴァーノ＝フランキーウシク州）の市長 Bogdan Stanislavskyi とリューディングハウゼン市長のアンスガー・メルテンスと間で両市の友好都市協定が締結された。ロシアのウクライナ侵攻勃発以降、リューディングハウゼン市は戦争の影響に対処するために姉妹都市であるポーランドのニサとウクライナのコロムィーヤを特別な形で支援している。

## 文化と見どころ
城や教会、よく整備された自転車道を有するこの中世都市は、行楽客の人気が高まってきている。

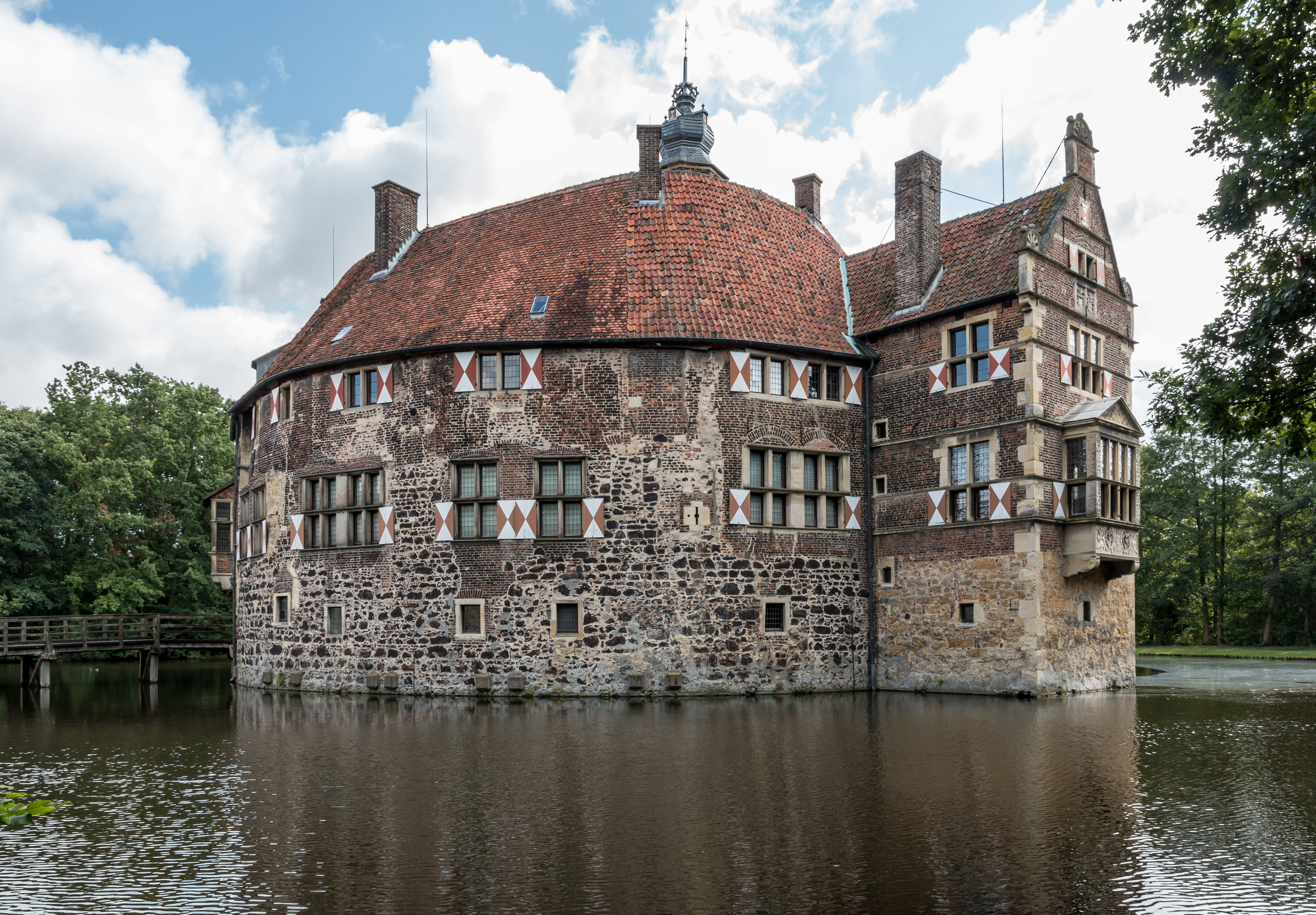
フィシェリング城

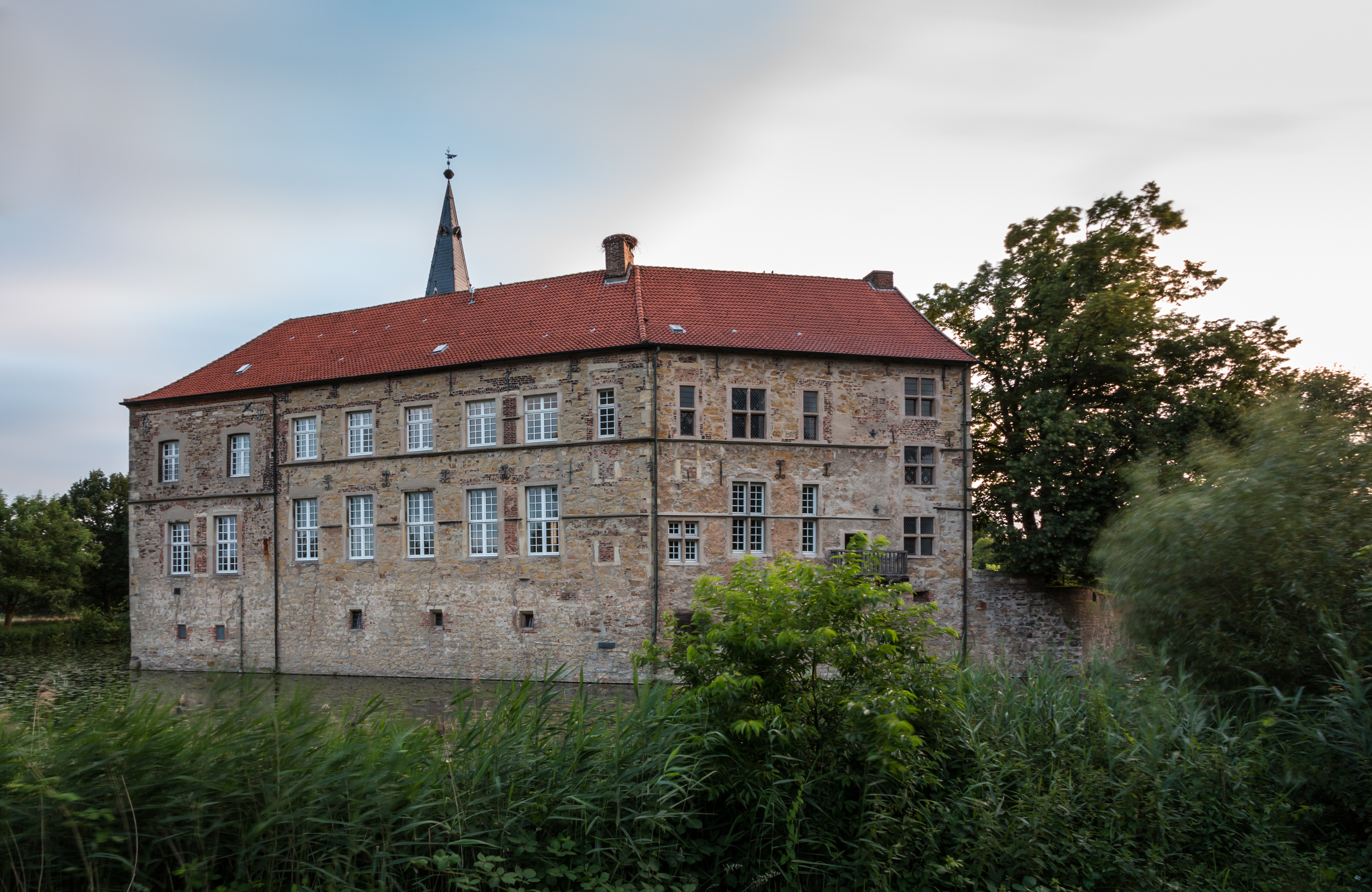
リューディングハウゼン城

### 博物館
フィシェリング城には、様々な芸術家が一時的に利用するコースフェルト郡の展示室がある。たとえば、2018年頃にはレオン・レーヴェントラウトの作品が展示された。主館では、新しいコンセプトの文化史に関する常設展示がなされており、1271年の創建から現代に至るフィシェリング城の歴史を紹介している。
リューディングハウゼン城にも展示室があり、しばしば新進アーティストの芸術作品が展示されている。この他にこの城は、様々な演劇や文化イベントの会場となっている。

### 建築

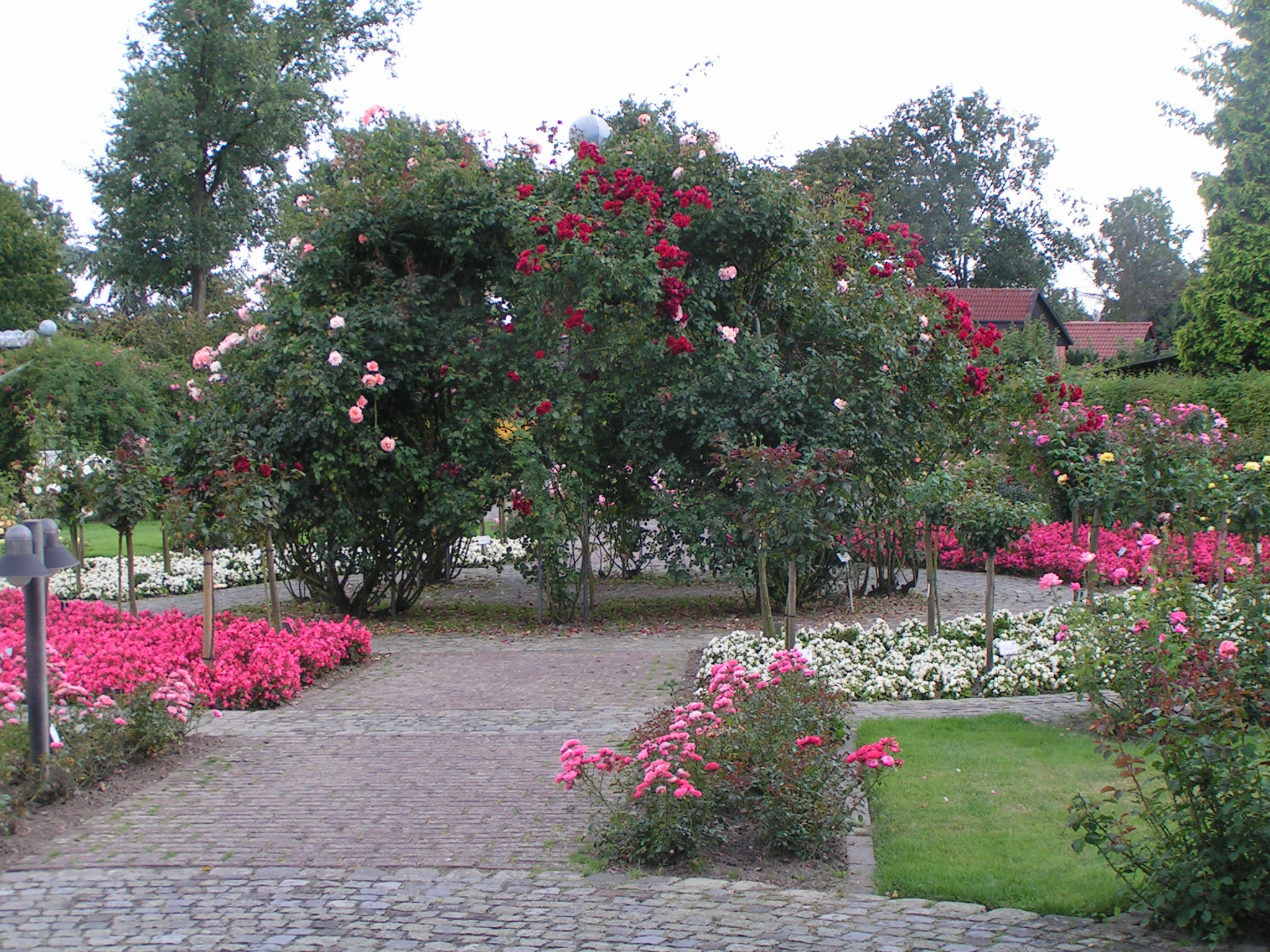
ゼッペンラーデのバラ園

リューディングハウゼンは3つの城の街として知られている。特に見応えがあるのが水城のリューディングハウゼン城とフィシェリング城である。第3の城は内市街にあるヴォルフスベルク城である。郡の再編で市に統合された周辺地域にも見応えのある城が6城ある、その中で最も知られているのがカーケスベック城である。
- カトリックの聖フェリツィタス教区教会。
- 福音主義の教区教会、西塔（ドイツ語版、英語版）を有するネオゴシック建築、1859年完成。
- 市庁舎（ボルクと呼ばれる）中央張り出し部を持つ古典主義建築。1844年から1845年に市および領邦裁判所ならびに市庁舎として建設された。
- ハーケハウス（旧救貧院）、ヴォルフスベルガー通り。1648年建造の木組み建築で、1930年に改築された。現在は学生カフェ、ブラウパウセ（イベントスペース）、若者向けの集会所がある。
- グルーベ農場は、テテクム39番地（チューディングハウゼン中心部の南）にある。この農場は1339年に初めて記録されている。グルーベ農場の名前はリューディングハウゼン（コースフェルト郡）のみならず、広く知られている。この農場の中心が長さ 32 m の主館で、Vierständer構造（内部に独立した4本の柱で2階部分と屋根を支える構造）の木組み建築である。学術調査によると、この建物の木材は1417年に伐採されたものである。この建物は判っている中で最も古い Vierständer建築で、ヴェストファーレンで最も古い農場建築である[13][14]。

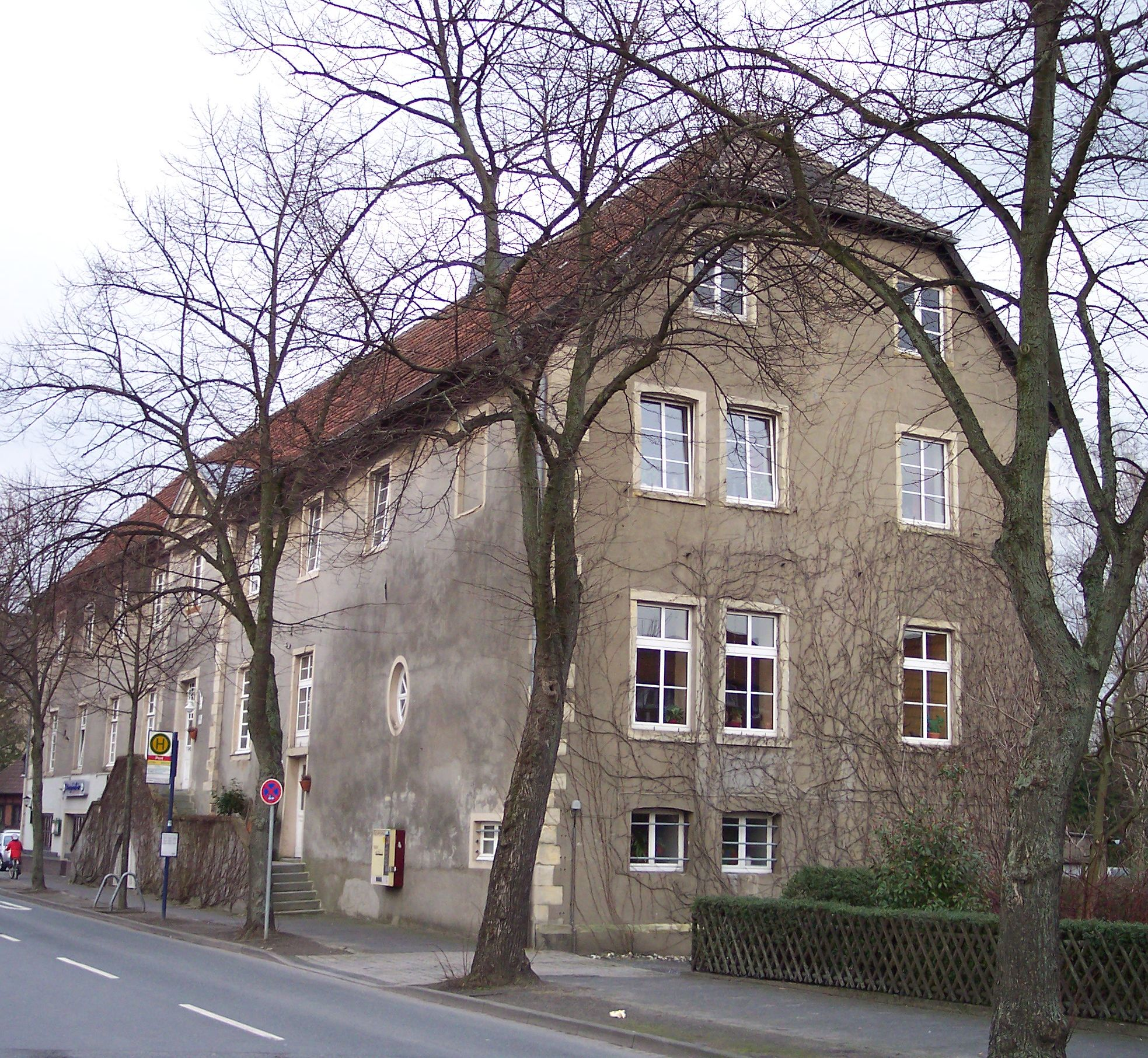
ヴォルフスベルク城
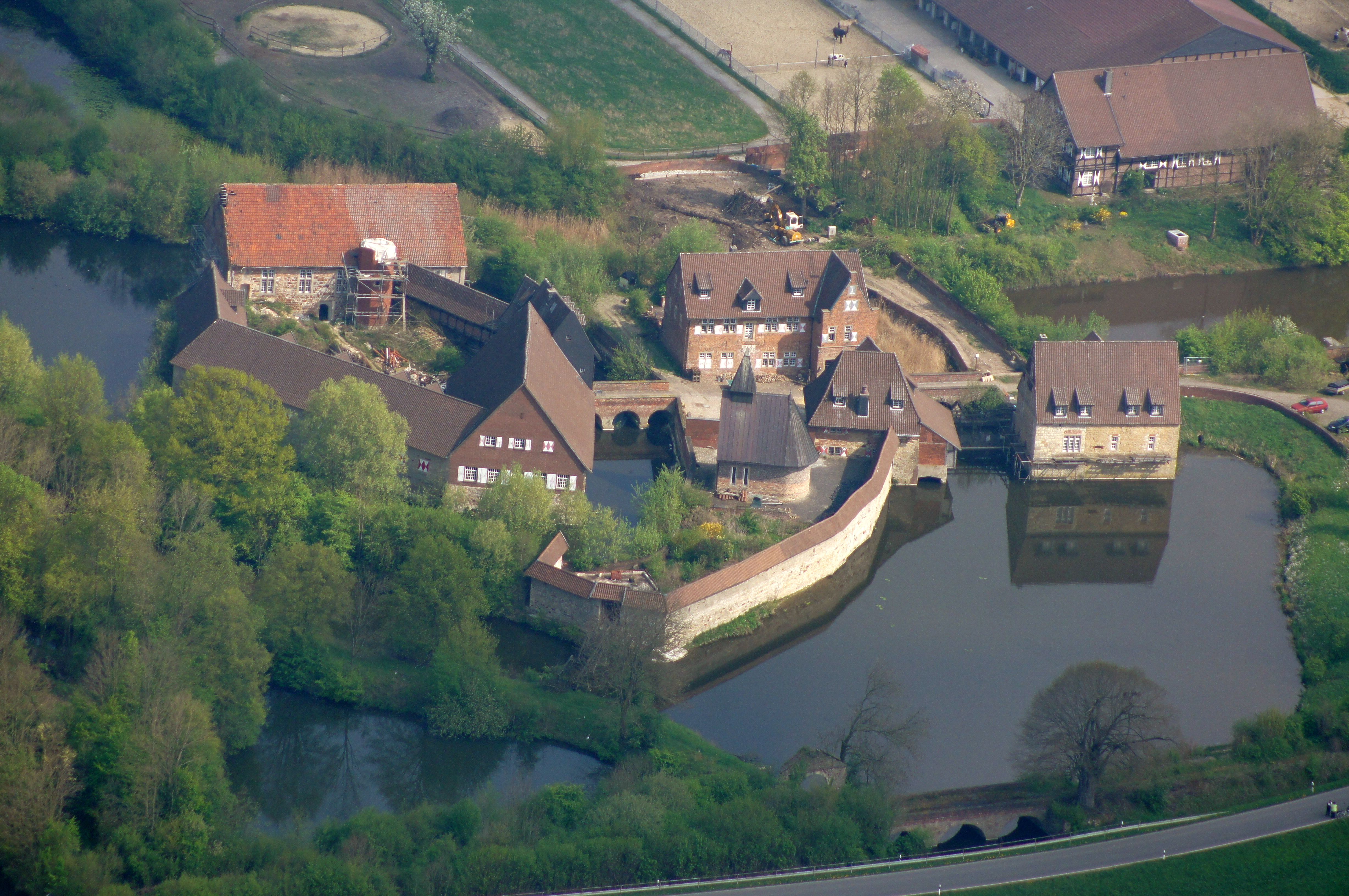
カーケスベック城
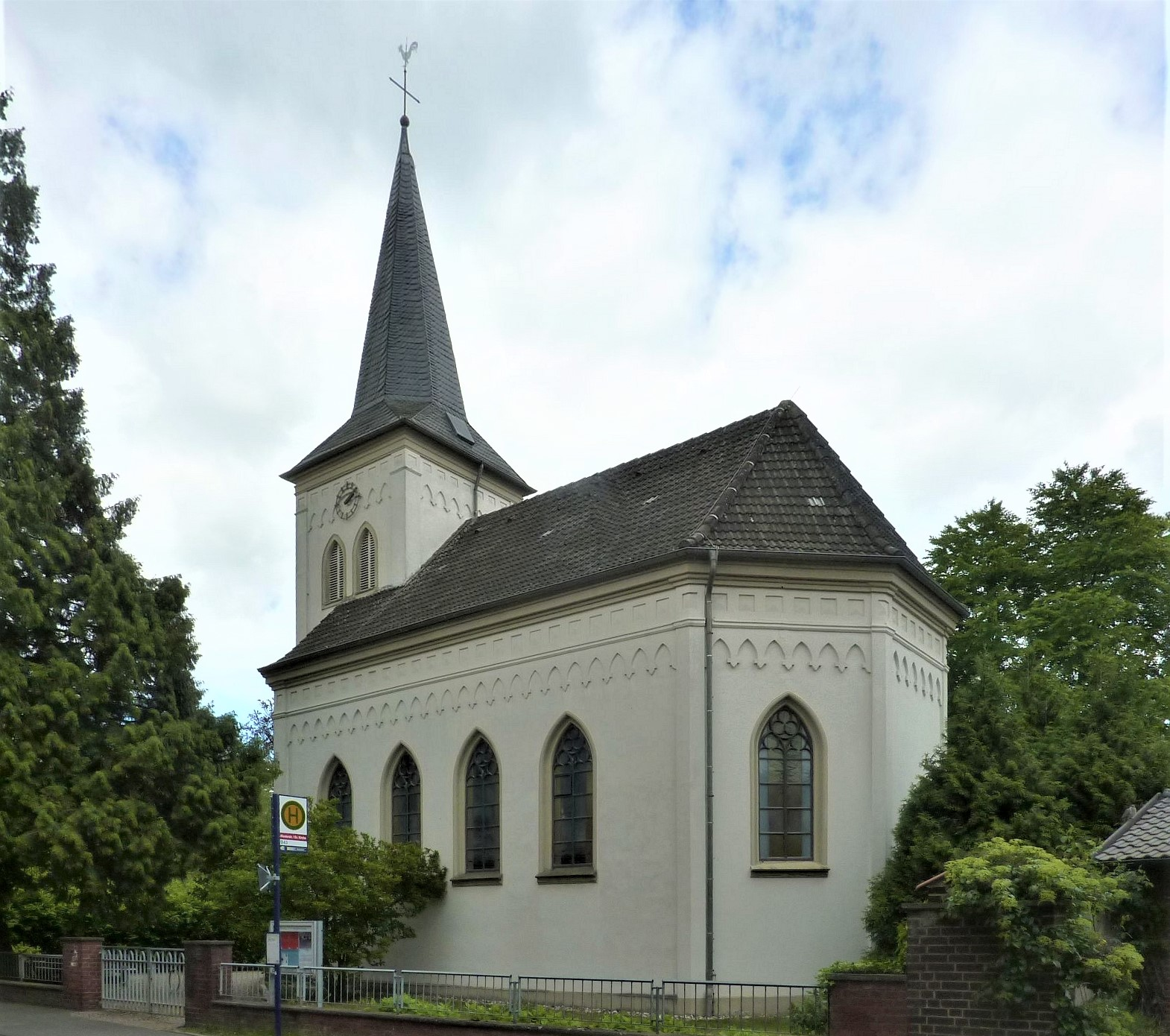
リューディングハウゼンの福音主義教会
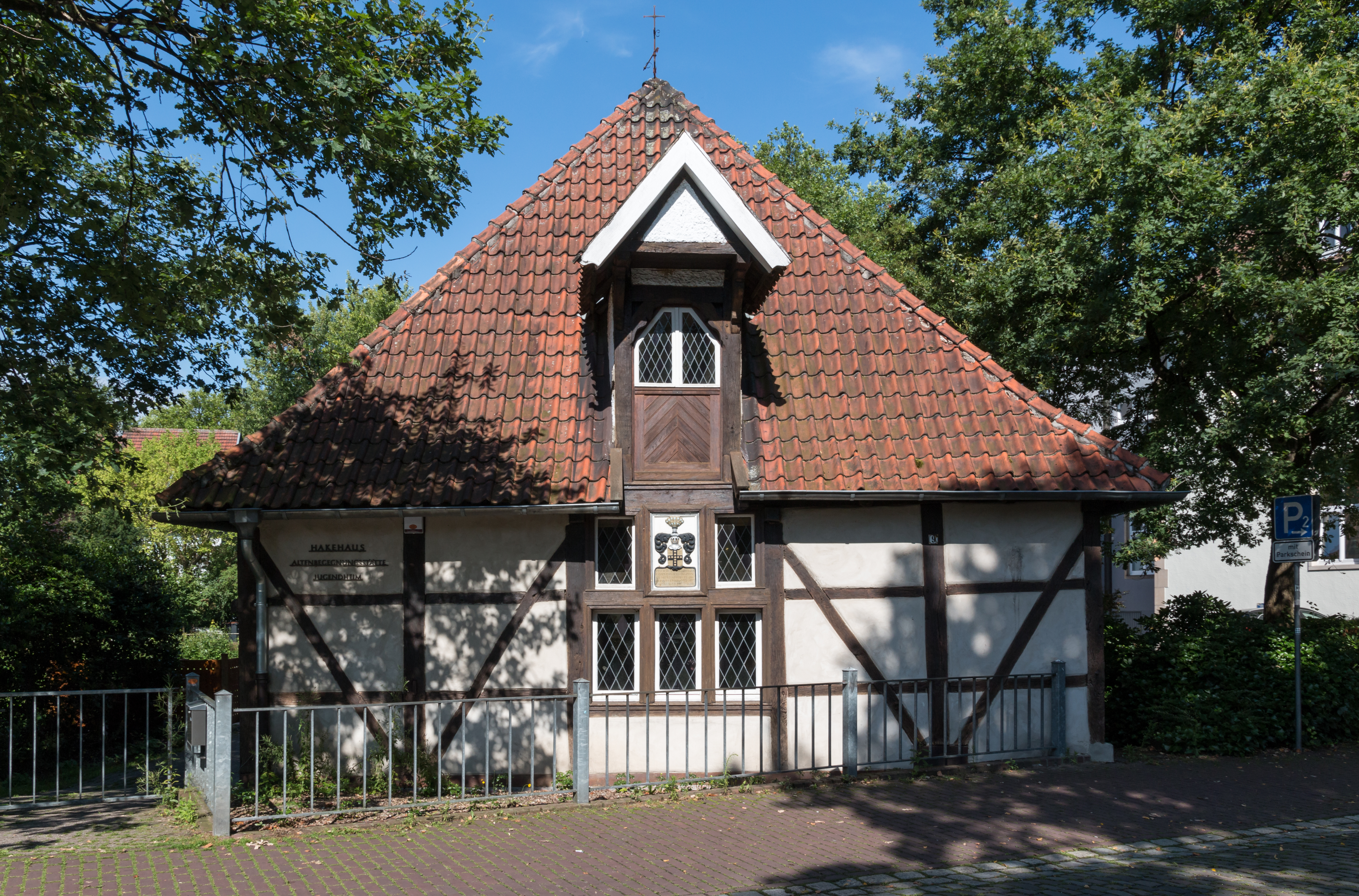
ハーケハウス
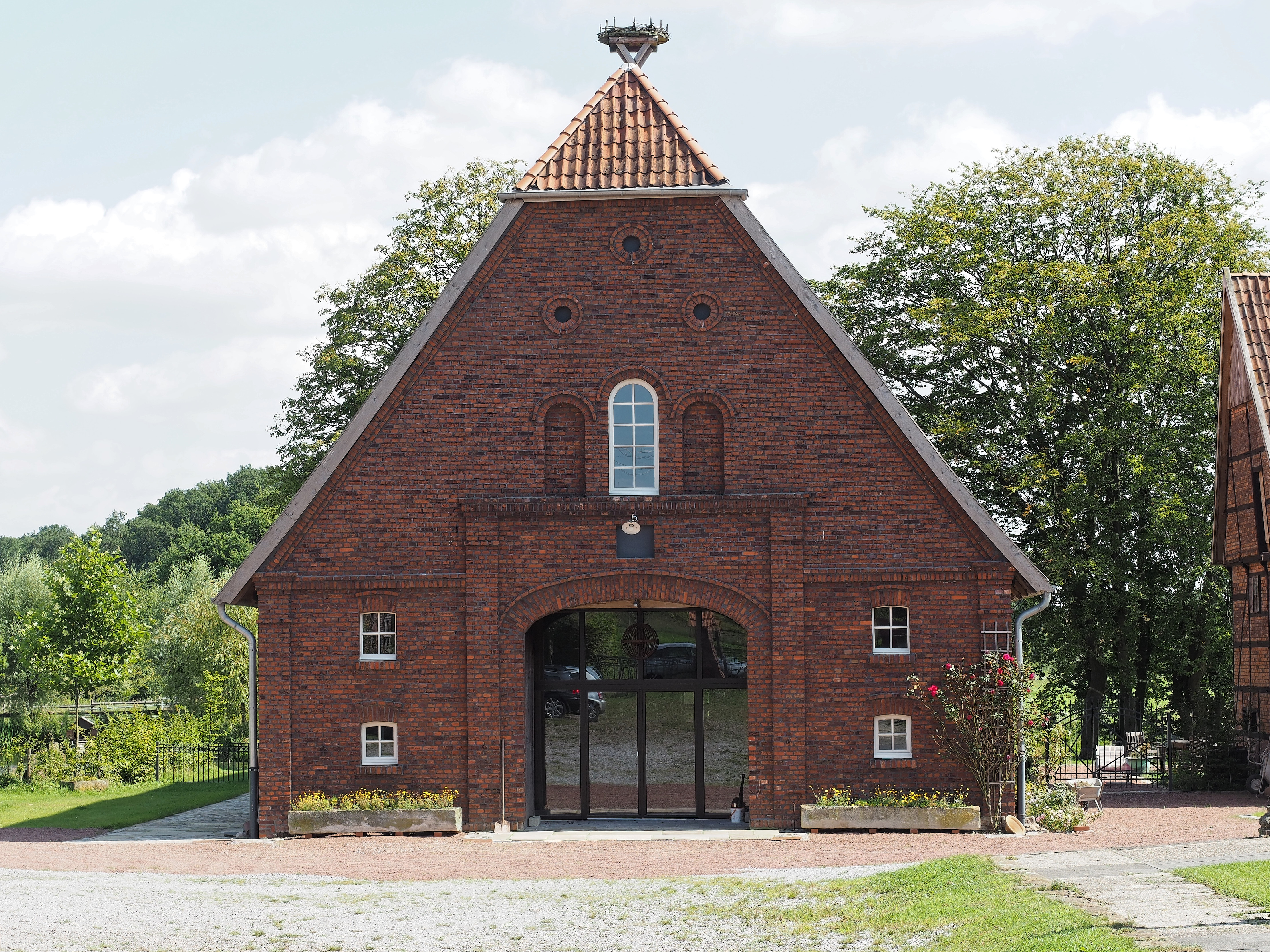
グルーベ農場の主館

### 公園
ゼッペンラーデ地区のバラ園はかつての廃棄鵜物処分場跡にある。ここには600種類24,000本のバラがある。リューディングハウゼンやその周辺の3つの水城の周りには公園がある。特に見応えがあるのが、リューディングハウゼン城の近くにあるタヴェルニー公園で、2018年に整備された近代的な公園を介してフィシェリング城とつながっている。リューディングハウゼン城周辺の公園には、特に春から夏に多くの訪問者が訪れる。ここにはブール場があり、ピクニックができる。

### スポーツと余暇
リューディングハウゼンには様々な部門を持つ数多くのスポーツクラブが存在する。特に大きなクラブが SCウニオーン08リューディングハウゼンで、幅広いスポーツ部門（たとえばサッカー、バレーボール、卓球、バスケットボール）を有している。SCウニオーンの第1バドミントンチームはブンデスリーガ1部に参加し、2014年に初めてドイツチャンピオンになった。この他にゼッペンラーデには約1100人の会員を擁するSVフォルトゥナ26がある。このクラブには、サッカーを中心に幅広い種目が用意されている。さらにリューディングハウゼンには2つのテニスクラブ（TC77ゼッペンラーデとTCブラウ＝ゴルトe.V.リューディングハウゼン）、リューディングハウゼン柔道クラブ、空手クラブがある。また、LZRFVゼッペンラーデやRVリューディングハウゼン、ホーフ・エルファーター・ハイデなど乗馬クラブもいくつかある。リューディングハウゼン漕艇クラブ (RVLH) は大きな成功を収めている。
モータースポーツでは、トラックレーシングのスタジアムであるヴェストファーレン＝リングが市の南東部にある。毎年キリスト昇天日に、ドイツ自動車連盟 (ADAC) の協賛でAMSCリューディングハウゼンが主催する伝統的な芝でのレースが開催される。
近くのボルケンベルゲ飛行場では、2007年から2012年まで毎年 Area4フェスティバル（ロックフェスティバル）が開催されていた。

### アンモナイト
1895年にゼッペンラーデの採石場で、当時世界最大のアンモナイト（重さ 3.5 t、直径 1.74 m）が発見された。これ以前に、やや小振りながらかなりの大きさのアンモナイトが同じ採石場からすでに発見されていた。これら2つのアンモナイトのオリジナルはミュンスターのLWL-自然史博物館に展示されている。この種は発見地にちなんでパラプゾシア・セッペンラデンシス (Parapuzosia seppenradensis) という学名がつけられている。

## 経済と社会資本

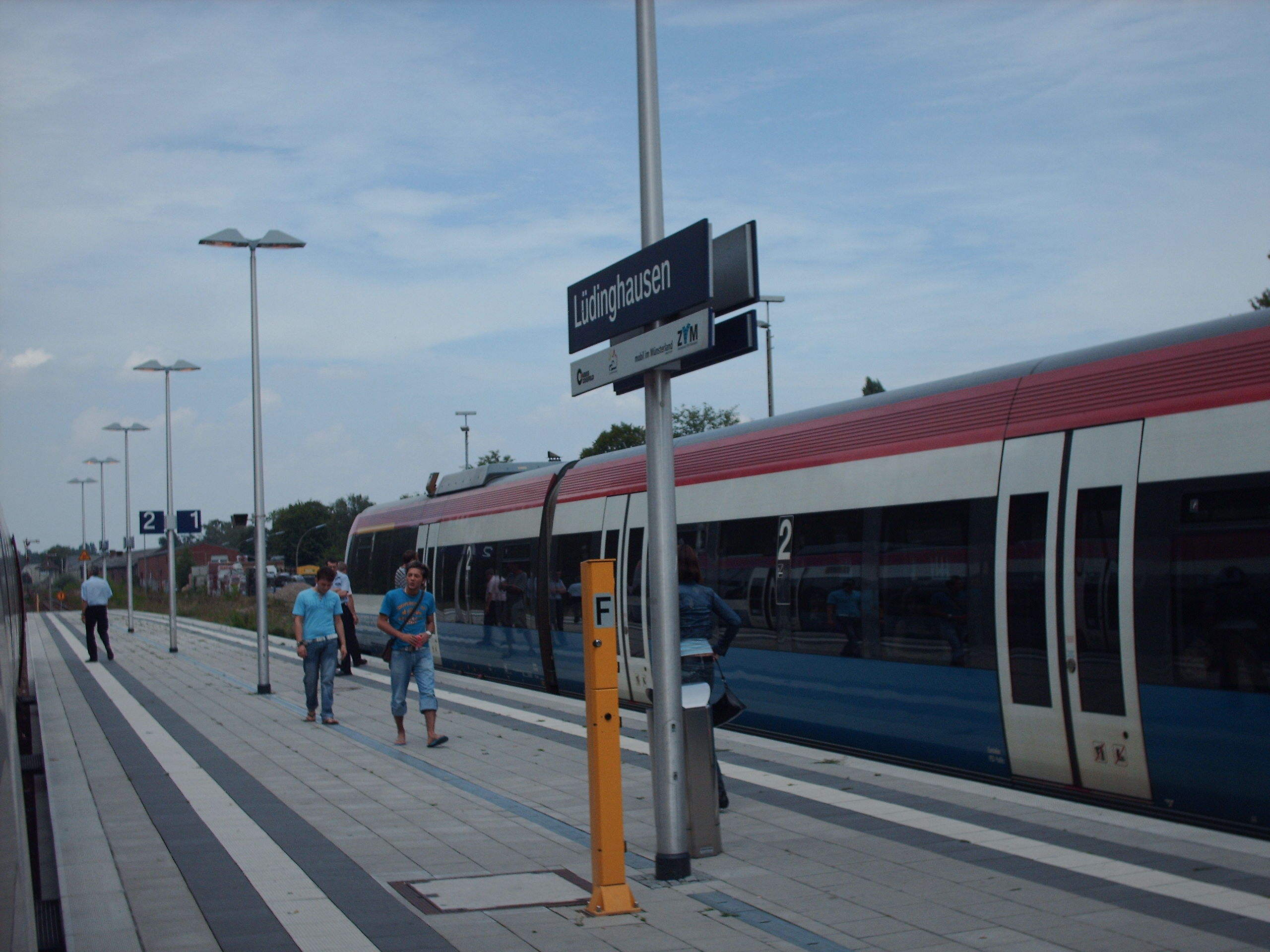
リューディングハウゼン駅

### 交通
リューディングハウゼン駅はドルトムント - グローナウ鉄道の駅であり、リューネン/ドルトムントおよびデュルメン/コースフェルト/グローナウ/エンスヘデ（オランダ）行きの RB 51（ヴェストミュンスターラント鉄道）が運行している。
| 路線番号 | 行程 | 運行間隔                                                |
| -------- | --- | ------------------------------------------------------- |
| RB 51    | ヴェストミュンスターラント鉄道: ドルトムント中央駅 - ドルトムント＝キルヒデルネ - ドルトムント＝デルネ = リューネン＝プロイセン - リューネン中央駅 - ボルク (ヴェストファーレン) - ゼルム＝バイフラング - ゼルム - リューディングハウゼン - デュルメン - レッテ (コースフェルト郡) - コースフェルト (ヴェストファーレン) - ローゼンダール＝ホルトヴィック - レグデン - アーハウス - エペ (ヴェストファーレン) - グローナウ (ヴェストファーレン) - グラナーブルク - エンスヘデ・デ・エスマルケ - エンスヘデ 2023年現在の時刻表による。 | 60分 20/40分（日曜日を除くドルトムント - リューネン間） |

平日は、以下の路線バスが1時間間隔で運行している。
- R19: ゼルム、ボルク、カッペンベルク経由リューネン行き (ウナ郡交通協会）
- R53: ノルトキルヒェン経由カペレ行き（オイレギオ交通会社）
- S90/X90: ゼンデン経由ミュンスター行き（1時間に3本運行、ミュンスターラント地域交通）
- S91: ゼッペンラーデ、オルフェン経由ダッテルン（ドイツ語版、英語版）行き（ミュンスターラント地域交通）
- T54: アッシェベルク経由ドレンシュタインフルト行き（ミュンスターラント地域交通）

いずれのバス路線も駅前を発着する。
本市は連邦道58号線、235号線、474号線の結節点である。これらの道路を経由して連邦アウトバーン1号線、2号線、43号線へ行くことができる。
ボルケンベルゲンにはリューディングハウゼンに属するボルケンベルゲ飛行場がある。

### 広域自転車道

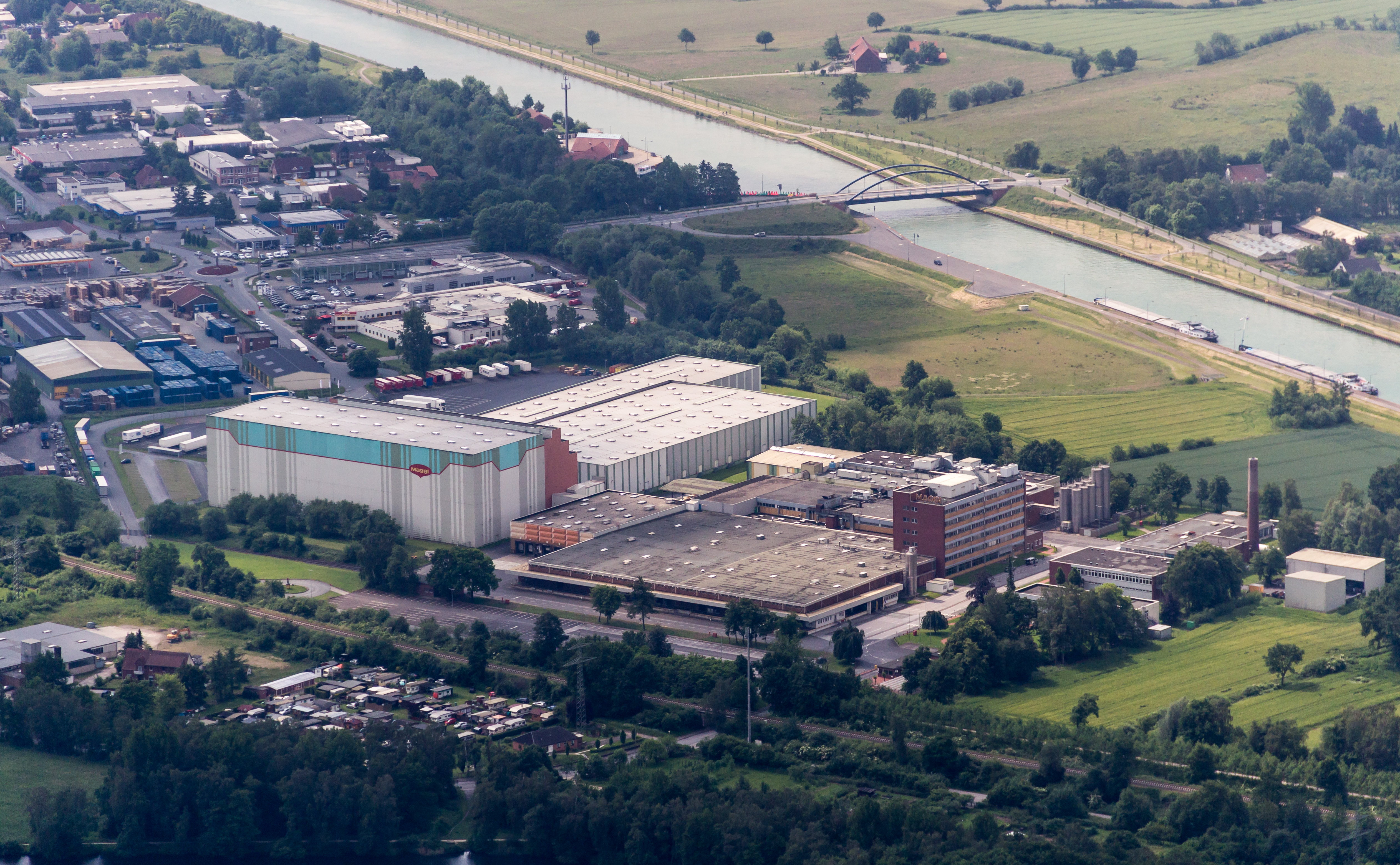
ネスレのマギー工場リューディングハウゼン

本市は一連の広域自転車道で結ばれている。
- ドルトムント＝エムス運河ルートは、全長約 350 km の、ルール地方と北海沿岸とを結ぶほとんど勾配のない自転車道である[17]。
- ドイツ・サッカールート NRW は、全長 850 km の、ノルトライン＝ヴェストファーレン州のサッカーをテーマにした体験型自転車道である[18]。
- 全長約 860 km の100城ルートは自動車道をほぼ避けながら、城砦から水城、貴族の館や堀に囲まれた農場、城館の庭園や農場の庭園、修道院や教会を縫うように通り、名前の100を大きく超える建築を巡る[19]。
- ピルガールート（D-ネット・ルート D7）は、約 1065 km の、フレンスブルクからアーヘンに至る広域自転車道である。この自転車道は、ユーロヴェロのピルガールート (EV3) のドイツ部分である。

### 地元企業
リューディングハウゼンの重要な企業には、カール＝ハインツ・ベルテルスベック（運送業者）、ネスレ・ドイツ AGのマギー工場や通信販売業者のアスカリ・スポーツがある。さらにリューディングハウゼンには、ユーロ＝アルコール (eal) やクレフマン・マーケット調査がある。

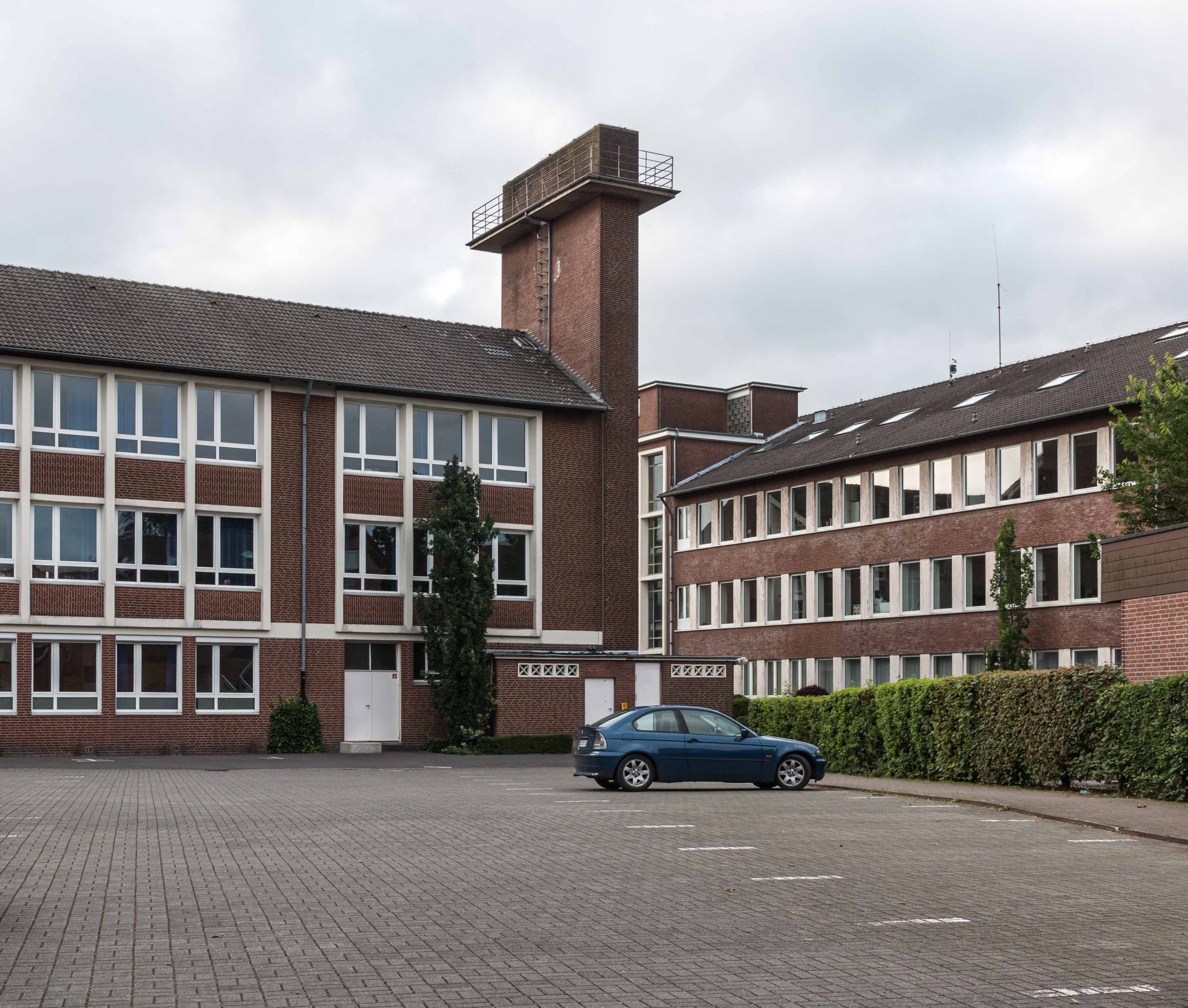
ギムナジウム・カニシアヌム

### 教育
リヒャルト＝フォン＝ヴァイツゼッカー職業高等学校やゼクンダーシューレの他に、リューディングハウゼンにはギムナジウムが2校ある。ギムナジウム・カニシアヌム（私立）と聖アントニウス＝ギムナジウムである。リューディングハウゼン共同本課程学校とリューディングハウゼン実科学校は2020年に廃止され、ゼクンダーシューレに統合された。リューディングハウゼンには、ルドゲリシューレ（テュリングホーファー通り）とオストヴァルシューレの2校の基礎課程学校があり、ゼッペンラーデにも1校の基礎課程学校（マリエンシューレ）がある。
リューディングハウゼンはリューディングハウゼン、ノルトキルヒェン、オルフェン、ゼンデン、ヴェルネの音楽学校が参加し、リューディングハウゼン市が運営する音楽学校クライスの本部所在地である。
コースフェルト郡生物学センターもリューディングハウゼンに本部を置いている。

### デジタルネットワーク
リューディングハウゼンの多くの場所や集落で、フライフンクを経由してパスワードのいらないオープンで非商用の無線LANネットが利用できる。たとえば、内市街や城の近くなど多くの場所がカバーされている。

## 人物

### 出身者
- フランツ・カンプハウス（ドイツ語版、英語版）（1932年 - 2024年）神学者。1982年から2007年までリムブルク司教（ドイツ語版、英語版）を務めた。
- ヴィルム・ヴェッペルマン（1957年 - ）芸術家。
- テオ・シュナイダー（ドイツ語版、英語版）（1960年 - ）サッカー選手、指導者。
- ニコレ C. カラフィリス（ドイツ語版、英語版）（1970年 - ）哲学者、生物学者。ブラウンシュヴァイク工科大学教授。
- ホルガー・ブルーメ（ドイツ語版、英語版）（1973年 - ）陸上競技選手。
- マルク・ブルーメ（ドイツ語版、英語版）（1973年 - ）陸上競技選手。
- カーリン・シュナーゼ（ドイツ語版、英語版）（1985年 - ）バドミントン選手。
- ヴィープケ・ムーザル（1986年 - ）AfDの政治家。
- ルネ・アウスト（ドイツ語版、英語版）（1987年 - ）AfDの政治家。
- アモス・ピーパー（1998年 - ）バレーボール選手。
- ハナ・オルトマン（1998年 - ）バレーボール選手。

### ゆかりの人物
- ジョージ・ステファネスク（ドイツ語版、英語版）（1914年 - 2007年）ルーマニア人の画家。1989年からリューディングハウゼンに住んだ。
- エルヴィン・ヨーゼフ・エンダー（ドイツ語版、英語版）（1937年 - 2022年）在ドイツ大司教・教皇大使。少年時代、1945年からリューディングハウゼンに住んだ。
- フィリップ・シュテューアー（ドイツ語版、英語版）（1976年 - ）漕艇選手。リューディングハウゼン漕艇クラブでボート競技を学んだ。

## 関連図書
- Liane Schmitz (2000). 800–2000 – Zur Geschichte von Lüdinghausen und Seppenrade. Lüdinghausen. ISBN 978-3-00-006847-8
- Heinz Stoob, Wilfried Ehbrecht, ed (1994). Stadtmappe Lüdinghausen. Westfälischer Städteatlas; Band: IV; 2 Teilband. Dortmund-Altenbeken. ISBN 978-3-89115-133-4
- Christine Schedensack (2004), “Handwerksbetriebe in der Stadt Lüdinghausen (1840–1891)”, Geschichtsblätter des Kreises Coesfeld 29:  pp. 103–226